# DC Universe RPG
DC Universe Roleplaying Game é uma série de livros de RPG de mesa lançado pela West End Games, baseada nos personagens da DC Comics. O jogo usava uma variante de seu Sistema d6, criado originalmente para o antigo para o Ghostbusters RPG (1986) usado também em Star Wars RPG (1987-1998)  e adotado depois em outras ambientações franqueadas. As críticas e o resultado não foram muito bons, e eles perderam a licença.

## Diferenças entre o DC Heroes e o DC Universe
Uma vez que o DC Heroes, lançado anos antes pela Mayfair Games, também era baseado nos personagens da DC, uma comparação entre os dois sistemas é quase inevitável.
- Enquanto que no DC Heroes usa-se 2 dados de 10 faces para as jogadas, no Dc Universe usam-se um número de dados iguais ao atributo, poder ou perícia usado, mais um dado selvagem. Os dados tem símbolos de Superman (para sucessos) e Darkseid (para falhas). O Wild Die (Dado selvagem) extra, tem faces adicionais de Batman (para Sucesso crítico, que permite jogar um dado extra) e O Coringa (para falha crítica, que nega um sucesso).
- Os atributos em DC Heroes são:

Destreza (DEX): Representa a habilidade manual e agilidade do personagem
Força (STR): A capacidade de erguer pesos e suportar cargas
Corpo (BODY): A saúde geral e resistência padrão a dano físico
Inteligência (INT): Aptidão de pensar rapidamente e seu conhecimento dos fatos
Vontade (WILL): A habilidade de tirar conclusões e força de vontade em geral
Mente (MIND): Resistência a stress e a ataque mental
Influencia (INFL): O poder de presença e personalidade do personagem
Aura (AURA): Como sua personalidade interfere nas ações de outros e também indica seu poder mágico
Espírito (SPIRIT): A resistência mística e a reflexão do nível de resolução espiritual do personagem
Os atributos em DC Universe são:
Reflexes: representa o equílibrio corporal, tempo de reação, reflexos.
Coordination: é a pontaria e coordenação.
Physique: é a medida de força e resistência física.
Knowledgement: Isto é a capacidade de reter informações e de usa-las.
Perception: Isto é a esperteza, a imaginação, a atenção do personagem a detalhes.
Presence: É a força emocional e da personalidade.
- No sistema DC heroes, a medida de atributos é baseada numa sequência exponencial de 2; no DC Universe, isto é um pouco confuso. Para se ter uma ideia, entre a Força 8 e a 17 a progressão de atributos vai aumentando em 1 tonelada. Quando pula para a 18, vai aumentando em 10 toneladas. Da 21 a 26, vai aumentando em 50 toneladas /ponto de Força. Há 3 tabelas para levantamento, uma para Humanos (Batman), Metahumanos (Superboy) e Superhumanos (Superman).
- No DC Heroes, o personagem tinha 3 atributos para resistir a cada tipo de dano: Body, para ataques físicos, Mind, para Mentais, Spirit, para místicos. Os atributos, se elevados em relação ao dano, também protegiam contra o dano. No Dc Universe, porém, o personagem defende com seus pontos de vida baseados em Physique; a quantia deste atributo não influi em proteger o personagem no entanto, ele deve conseguir proteções como coletes ou ter poderes de proteção como Natural Armor ou Force Field.

- Um ponto mais realista em favor do DC Heroes é que no DC Universe usa-se Perícias para controlar cada Poder. A maioria deles é controlada através da perícia Know-How. Poderes de disparo requerem marksmanship.
- EM DC Universe há as Close Combat Specializations (Especializações em combate corpo a corpo) que conferem bônus extra de acordo com golpes utilizados por usuários de perícias como Martial arts e Brawling. A perícia Martial Artist, em DC Heroes, estava muito abstrata;
- Em DC Universe, ocultistas não podem lançar rituais a menos que também tenham ao menos 1 dado no poder Magic Manipulation. No DC Heroes, bastava ter a skill Occultist (Magic Ritual).
- Há muito mais perícias em DC Universe. Em contrapartida, muitos poderes vistos em DC Heroes ou não existem no DC Universe, ou então foram misturados a outros poderes [exemplo: Dispersal (que permitia diminuir a densidade para tornar-se intangível) e Density Increase (que permite aumentar a densidade do corpo, ficando mais rígido e lento) foram incorporados num único poder, Density Manipulation. Do mesmo modo, Invisibility, Energy Blast (baseado em luz) e Flash foram incorporados em apenas um poder, Light Manipulation].
- Mostradas fichas mais atualizadas dos personagens da DC Comics. Até que enfim uma ficha mais condizente com o Capitão Marvel (DC Comics), que em DC Heroes parecia ter sido feita por um cara que estava com raiva ou excesso de trabalho.
- Incorporação duma linha de tempo no capítulo History of the DC Universe, que é mais organizada que no DC Heroes.